# Stanisław Krzyżanowski
Stanisław Henryk Krzyżanowski (29 tháng 10 năm 1874 – 10 tháng 2 năm 1917) là bác sĩ người Ba Lan. Blog Otwock-History ghi chép năm sinh của ông là năm 1877 và ngày mất là ngày 10 tháng 11 năm 1917. Ông là một trong những thành viên sáng lập Đảng Xã hội Ba Lan (PSP)
Krzyżanowski hành nghề bác sĩ, chủ yếu chữa bệnh cho những người Do Thái nghèo. Trong một đợt bùng phát bệnh sốt phát ban vào năm 1917, đương lúc điều trị bệnh nhân Do Thái, Krzyżanowski không may đã bị mắc bệnh và qua đời vì các biến chứng của căn bệnh. Vợ ông tên là Janina.
Cuộc đời và sự nghiệp chính trị của Krzyżanowski có ảnh hưởng sâu sắc đến con gái Irena Sendler của ông. Bà Irena Sendler đã liều mình giải cứu hơn 2.500 trẻ sơ sinh và trẻ em Do Thái khỏi Khu Do Thái Warszawa vào năm 1942 trong thời kỳ Đức chiếm đóng Ba Lan.